# Stazione di Giulianello-Roccamassima
La stazione di Giulianello-Roccamassima era una stazione ferroviaria posta sulla linea Velletri-Terracina. Sita nel centro abitato di Giulianello, frazione del comune di Cori, serviva anche il limitrofo comune di Rocca Massima.
Oggi il fabbricato viaggiatori è sede di un'associazione.